# 永遠的兩個人…/GONE WITH THE WIND
GLAY的第5張單曲，也是第1張雙A面單曲。

## 簡介
- GLAY出道以來第一張雙A面單曲。
- 「永遠的兩個人…」是同年3月1日發行1st原創專輯『SPEED POP』所擷取出來的單曲。
- 雖然是雙A面單曲，但『GONE WITH THE WIND』主要被認定為B面曲。

## 收錄曲目
1. 永遠的兩個人…
TAKURO為了當時即將結婚的TERU的姐姐所寫的歌曲，到單曲發行前改寫了好幾次歌詞。
1st原創專輯『SPEED POP』收錄的版本在歌曲最後以聲音淡出方式結束，單曲版本則是演奏到最後。之後發行的精選輯全部都收錄單曲版本。
2. GONE WITH THE WIND
在1993年夏天當時的演唱會上就有演奏這首歌。獨立時期發表過編曲不同的版本，在「HIGHCOMMUNICATIONS TOUR 2007-2008」演唱會中即以這個版本演奏，而這個LIVE版收錄在單曲「SAY YOUR DREAM」隱藏曲目的其中一首。發行當時以『雙A面』的名義發行，但在現在的官方記載中反而被視為B面歌曲，一直到『THE GREAT VACATION VOL.2 〜SUPER BEST OF GLAY〜』才以『雙A面』的形式收錄。
3. ACID HEAD
經常在演唱會高潮階段演奏。『THE GREAT VACATION VOL.2 〜SUPER BEST OF GLAY〜』收錄的是重新錄製版本。

## 收錄專輯
- SPEED POP（專輯版本）
- REVIEW-BEST OF GLAY
- DRIVE-GLAY complete BEST
- -Ballad Best Singles- WHITE ROAD
- rare collectives vol.1
- THE GREAT VACATION VOL.2 〜SUPER BEST OF GLAY〜